# Философова, Анна Павловна
Анна Павловна Философова (урождённая Дягилева; 5 [17] августа 1837, Санкт-Петербург — 17 [30] марта 1912, Санкт-Петербург) — общественная деятельница, одна из лидеров женского движения в России в 1860—1880-х годах.

## Биография
Родилась в Санкт-Петербурге 5 (17) августа 1837 года; была старшей из восьми детей пермского купца Павла Дмитриевича Дягилева и Анны Ивановны, урожденной Сульменевой. Известный театральный деятель Сергей Дягилев приходился ей племянником.

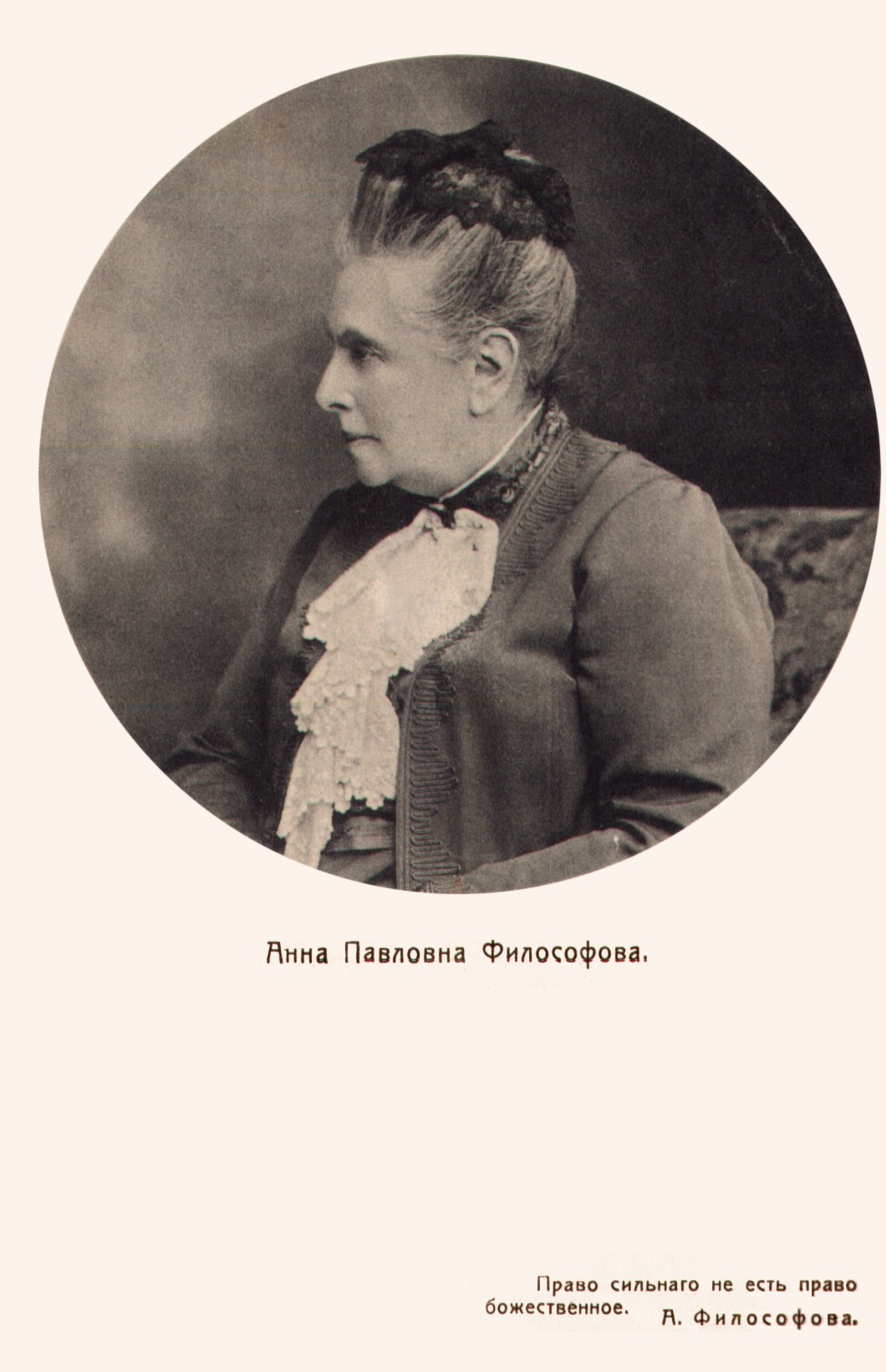
Анна Павловна Философова. Почтовая открытка. 1912 г.

В 1859 году Философова вместе с Н. В. Стасовой и М. В. Трубниковой (так называемый женский триумвират) учредили «Общество доставления дешёвых квартир и других пособий нуждающимся жителям Санкт-Петербурга», в конце 50-х — начале 60-х годов — ряд женских трудовых артелей (в том числе артель переводчиц), в 70-х годах выступили инициаторами создания Бестужевских курсов.
Философова — один из организаторов «Общества для доставления средств Высшим женским курсам» (1878) и «Русского взаимно-благотворительного общества» (1899).
Оказывала материальную поддержку революционерам, её квартира была одним из центров общественной жизни Петербурга.

## Семья
В 1855 году вышла замуж за Владимира Дмитриевича Философова (1820—1894), первого главного военного прокурора Российской империи, сподвижника военного министра Дмитрия Милютина. У супругов было шестеро детей:
- Владимир (1857—1929)
- Анна (1860—18.11.1865, Карлсруэ), умерла от воспаления спинного мозга.
- Мария (1862—?), в замужестве Каменецкая,
- Павел (1866—1923),
- Зинаида (1870—1966), замужем за Александром Николаевичем Ратьковым-Рожновым,
- Дмитрий (1872—1940), философ, писатель, публицист, литературный критик.

## Память
На доме, в котором жила Философова (Ковенский переулок, 16), установлена мемориальная доска.